# Hippolyte Vanderburch
Hippolyte Vanderburch, né le 23 septembre 1796 à Paris où il est mort le 20 octobre 1854, est un peintre français.

## Biographie
Jacques-Hippolyte Vanderburch est le fils du peintre Jacques André Édouard Vanderburch et de la pianiste Louise Marie Josèphe Christine Bisch. Son frère Louis-Émile Vanderburch sera écrivain et sa sœur Flore Désirée Vanderburch artiste peintre. Il est le petit-fils du peintre Dominique Joseph Vanderburch et du musicien Jean Bisch (1733-1824).
Élève de Mulard, David et Bertin, il expose au Salon de 1824 à 1847.
Il épouse Augustine Angélique Badrau.
Peintre de paysage, aquarelliste et professeur de dessin, il rédige plusieurs ouvrages ainsi qu'un traité pratique de l'aquarelle.
Il meurt à son domicile de la rue Saint-Paul (ou rue Saint-Vincent-de-Paul) à l'âge de 58 ans. Il est inhumé au cimetière du Père-Lachaise.